# Stanley, New Mexico
Stanley är en ort i Santa Fe County i delstaten New Mexico, USA.